# (15115) Yvonneroe
(15115) Yvonneroe est un astéroïde de la ceinture principale.

## Description
(15115) Yvonneroe est un astéroïde de la ceinture principale. Il fut découvert le 29 février 2000 à Oaxaca de Juárez par James M. Roe. Il présente une orbite caractérisée par un demi-grand axe de 2,39 UA, une excentricité de 0,13 et une inclinaison de 0,8° par rapport à l'écliptique.

## Compléments